# Zdzisław Krzyszkowiak
Zdzisław Krzyszkowiak   (Wielichowo, 3 d'agost de 1929 - Varsòvia, 24 de març de 2003) fou un atleta polonès, especialista en curses d'obstacles i llarg fons, que va competir durant les dècades de 1950 i 1960.
El 1956 va prendre part en els Jocs Olímpics d'Estiu de Melbourne, on disputà dues proves del programa d'atletisme. Destaca la quarta posició en els 10.000 metres, mentre en els 3.000 metres obstacles, tot i classificar-se per la final, no la va poder disputar perquè un gos el va mossegar a la Vila Olímpica. Quatre anys més tard, als Jocs de Roma, disputà les mateixes proves del programa d'atletisme. En els 3.000 metres obstacles guanyà la medalla d'or, mentre en els 10.000 metres fou setè.
En el seu palmarès també destaquen dues medalles d'or en els 5.000 metres i 10.000 metres del Campionat d'Europa d'atletisme de 1958. A nivell nacional guanyà tretze títols de cros i curses de fons entre 1953 i 1962. Només dos mesos abans dels Jocs Olímpics de Roma va aconseguir el rècord del món dels 3.000 metres obstacles, amb 8' 31.4", un temps que milloraria en un segon el 1961.
Les lesions l'obligaren a retirar-se prematurament el 1963. Un cop retirat exercí d'entrenador durant un curt temps, per acabar dedicant-se a fer de guia turístic.

## Millors marques
- 3.000 metres obstacles. 8'30.4" (1961)
- 5.000 metres. 13'51.6" (1960)
- 10.000 metres. 28'52.4" (1960)[5]